# クリエイト礼文
株式会社クリエイト礼文（クリエイトれもん、Create Lemon）は、住宅の設計・製造・販売・施工を行っている日本のハウスメーカー・不動産会社（営業エリアは山形県、宮城県）。
UNITE HOUSE 本部である。

## 沿革
- 1990年（平成2年） - 有限会社クリエイト礼文として設立。
- 1995年（平成7年）6月 - 株式会社に組織変更。
- 2006年（平成18年）9月 - センチュリー21に加盟。
- 2010年（平成22年）9月 - フランチャイズ事業を開始。
- 2014年（平成26年）4月 - ツーバイフォー工場を天童市より上山市に移設。

## 概要

### 建築・リフォーム事業
- 半規格住宅「UNITE HOUSE」をメインとした注文住宅事業
- 注文住宅・集合住宅・分譲住宅の企画、設計
- 建築物の施工・管理
- 管理物件の施工・管理
- リフォームの相談・見積もり・請負
- 2×4パネル工場の運営

### 不動産事業
- 賃貸・売買を主とした地域密着型不動産事業
- 不動産の仲介業
- 戸建・マンション等中古物件、土地の仕入れ販売
- 建売分譲の計画・販売
- 賃貸の入居者募集
- 賃貸物件の管理
- アパート・マンション・テナントビル等の企画営業
- 保険業務

### ガーデニング事業
- 住宅の不動産価値を上げる外構・ガーデニング事業
- 外構の企画・設計
- 外構の施工・管理
- 管理物件のメンテナンス
- エクステリア用品の販売

### フランチャイズ事業
- 住宅販売ノウハウを全国に広めるFC展開事業
- ユニテハウスのフランチャイズ展開
- 住宅建材の販売
- 設計図面作成および各種申請業務の代行

### 不動産コンサルティング事業
- 不動産に関する様々な問題のソリューションを提供するコンサルティング事業
- 専門家による、不動産の情報、アドバイス等
- 税金対策のプランニング
- 不動産有効活用のご提案
- 収支シミュレーションで資産運用のアドバイス等

### 各拠点
- 仙台支店
- FC本部
- ユニテハウス 2×4ファクトリー